# Beaver Creek (Montana)
Beaver Creek es un lugar designado por el censo ubicado en el condado de Hill en el estado estadounidense de Montana. En el Censo de 2010 tenía una población de 271 habitantes y una densidad poblacional de 22,81 personas por km².

## Geografía
Beaver Creek se encuentra ubicado en las coordenadas 48°32′37″N 109°48′25″O / 48.54361, -109.80694. Según la Oficina del Censo de los Estados Unidos, Beaver Creek tiene una superficie total de 11.88 km², de la cual 11.88 km² corresponden a tierra firme y (0%) 0 km² es agua.

## Demografía
Según el censo de 2010, había 271 personas residiendo en Beaver Creek. La densidad de población era de 22,81 hab./km². De los 271 habitantes, Beaver Creek estaba compuesto por el 96.31% blancos, el 0% eran afroamericanos, el 0% eran amerindios, el 0% eran asiáticos, el 0% eran isleños del Pacífico, el 0.37% eran de otras razas y el 3.32% pertenecían a dos o más razas. Del total de la población el 4.06% eran hispanos o latinos de cualquier raza.